# Emiliano Dudar
Emiliano Ariel Dudar (Buenos Aires, Argentina, 12 de agosto de 1981) es un exfutbolista argentino. Su puesto era el de defensor central y su último club fue Deportivo Merlo de Argentina. 

## Trayectoria
Surgido de las divisiones inferiores de Liniers, fue Vélez Sársfield el club que le dio la oportunidad de comenzar a jugar profesionalmente.
Tras pasar por Independiente y Banfield, dejó su país para comenzar a jugar como extranjero. Tuvo experiencias en Venezuela y Paraguay, y un breve retorno a la Argentina para jugar con Tigre en la Primera B Nacional, antes de fichar con el Vasco da Gama de Brasil en octubre de 2006.
El 12 de septiembre de 2010 sufrió un traumatismo craneal al protagonizar un accidente con su compañero François Affolter mientras disputaba un encuentro contra el Basilea. A raíz de ello terminó en un coma inducido, del que salió al día siguiente.
El 25 de enero de 2012 se anunció su contratación por parte del D.C. United de la Major League Soccer de los Estados Unidos.
En enero de 2015 se unió al Deportivo Merlo de la Primera B Metropolitana, club donde finalmente se retiraría como deportista profesional.

### Clubes
| Club            | País           | Año       |
| --------------- | -------------- | --------- |
| Vélez Sársfield | Argentina      | 1999-2003 |
| Independiente   | Argentina      | 2003-2004 |
| Banfield        | Argentina      | 2004      |
| Caracas         | Venezuela      | 2005      |
| Libertad        | Paraguay       | 2005      |
| Carabobo        | Venezuela      | 2006      |
| Tigre           | Argentina      | 2006      |
| Vasco da Gama   | Brasil         | 2006-2007 |
| FC Chiasso      | Suiza          | 2008      |
| Olimpo          | Argentina      | 2008      |
| Bellinzona      | Suiza          | 2009      |
| BSC Young Boys  | Suiza          | 2009-2011 |
| D.C. United     | Estados Unidos | 2012      |
| FC Chiasso      | Suiza          | 2013      |
| FC Sion         | Suiza          | 2013      |
| Deportivo Merlo | Argentina      | 2015      |